# Ле-Дантек, Феликс
Фе́ликс Алекса́ндр Ле-Данте́к (фр. Félix Alexandre Le Dantec) (16 января 1869 года, Плугастель , Франция — 7 июня 1917 года, Париж, Франция) — французский биолог, паразитолог и философ науки.

## Биография
Родился 16 января 1869 года в Плугастеле в семье отставного врача Военно-морского флота Жан-Мари Ле-Дантека, занимавшегося частной медицинской практикой.
В 1875—1883 год ах семья переезжает в Ланьон, где Феликс учится в коллеже. Затем продолжает образование в Брестском лицее. А во время каникул гостит у Эрнеста Ренана в загородном доме в Перро-Гирек.
В 1884 году, получив бакалавра, Ле-Дантек изучает математические дисциплины в Лицее Жансон-де-Сайи.
Будучи слишком юным для поступления в Политехническую школу и поэтому в 1885—1888 годах учился в Высшей нормальной школе (Высшем педагогическом институте), которую окончил с лиценциатом по естественным наукам. Затем слушал курс лекций Альфреда Жиара.
В 1889—1890 годах Ле-Дантек работает агреже в Институте Пастера и Высшей нормальной школе, а также исследовалем под руководством Пьера Эмиля Дюкло в лаборатории физической химии Школы прикладных и высших наук. Он завязывает дружеские отношения с Александром Йерсеном. Также проходит службу на Военно-морском флоте в Тонкине. Здесь он встретился с французским колонизатором Огюстом Жан-Мари Павье, который предложил Ле-Дандтеку совершить экспедицию по Лаосу.
В промежуток 15 февраля — 17 апреля 1890 года исследовав реки Хонгха и Да Ле-Дантек Ле-Дантек получает сообщение из дома с просьбой о скорейшем возвращении. В то же время он сам заболел гемоглобинурийной лихорадкой и собирался уехать во Францию.
Поправившись он продолжил работу с Луи Пастером и Пьером Эмилем Дюкло. В ноябре—декабре 1890 год а становится слушателем курса по микробиологии в Институте Пастера.
14 марта 1891 года получает учёную степень доктора наук за диссертацию «Исследование внутриклеточного пищеварения у простейших» (фр. Recherches sur la digestion intracellulaire chez les protozoaires), которую написал под впечатлением от открытий И. И. Мечникова.
В 1891—1892 год ах по заданию Института Пастера находился в командировке в Бразилии в Сан-Паулу, где сосредотачивается на изучении эндемической жёлтой и жёлтой лихорадке. Однако, опасаясь повторного заболевания возвращается во Францию.
В 1893 году становится преподавателем зоологии на факультете естественных наук в Лионском университете.
В 1895 году принимает участие в океанологической экспедиции профессора Августа Келера к берегам Бискайского залива на судне Le Caudan.
Вернувшись в 1896 год у в Париж Ле-Дантек продолжает заниматься лабораторными исследованиями с Альфредом Жиаром и в Высшей нормальной школе, также читает лекции в Свободной школе общественных наук
С 1899 года — профессор общей эмбриологии в Сорбонне.
В 1899—1902 годах читает дополнительный курс по эмбриологии в Сорбонне.
В 1900—1901 годах происходит первый приступ туберкулёза из-за которого Ле-Дантек вынужден провести время в санатории Отвиля Здесь он встречает священника, с которым ведёт продолжительные беседы о религии и атеизме. Итогом этих бесед становится книга «Столкновение» (фр. Le conflit).
В 1902—1917 годах читает курс общей эмбриологии. С 1908 года также курс общей биологии.
В 1905 году новый приступ туберкулёза заставляет вернуться Ле-Дантека в санаторий Отвиля.
12 октября 1909 года Ле-Дантек становится Кавалером Ордена Почётного легиона.
В августе 1914 года, с началом Первой мировой войны служил санитаром-добровольцем в военном госпитале в Ланьоне. Затем работает Валь-де-Грасе в лаборатории серотерапии брюшного тифа профессора Жана Гиацинта Винсента, где отслеживает чистоту и качество изготовления иммунных сывороток. Здесь же он знакомится с Казимиром Сепедом.
В 1915 году собирается идти на фронт, но получает отказ призывной комиссии.
В 1916 году усиливаются приступы туберкулёза.
Умер 7 июня 1917 года в Париже.
В 1918 год у в Анналах Бретани вышел некролог посвящённый Феликсу Александру Ле-Дантеку..

## Философские и естественнонаучные взгляды
Исходя из позитивистских идей Огюста Конта Ле-Дантек был сторонником натуралистического монизма, считая, что между живой и неживой природой нет существенных различий. Отсюда он полагал, что мир целиком подчинён детерминизму, а значит в нём нет места целесообрзности и свободе. При этом он был убеждён в невозможности предвидения будущего.
Будучи сторонником учения Жана-Батиста Ламарка о наследовании приобретенных свойств, Ле-Дантек критиковал Августа Вейсмана и Хуго де Фриза.
Рассматривая природу психики Ле-Дантек пришёл в выводу, что она не отличается качественным образом от физиологии, а отсюда считал, что сознание не является самостоятельной реальностью, а есть лишь эпифеномен.
Являясь убеждённым сциентистом Ле-Дантек считал, что философия может существовать лишь в той мере, в какой её концепции и суждения совпадают с данными естественных наук. Философские системы им уподоблялись произведениям искусства, каждое из которых создана по вкусу и предпочтению определённого мастера, а значит не лишено субъективизма. Подобным образом Ле-Дантек выступал с критикой философской доктрины (интуитивизм, философия жизни) Анри Бергсона, считая, что сочинения последнего для научного изучения мира полезны в той же мере, как и произведения Фидия или Людвига ван Бетховена.
В вопросах этики Ле-Дантек высказал мысль об эгоистичности человеческой природы и делал вывод о том, что социальная жизнь, как и сознание, может быть объяснена биологией.

## Научные труды
- Новая теория жизни (Théorie nouvelle de la vie, 1896)
- Биологический детерминизм и сознательная личность (Le déterminisme biologique et la personnalité consciente, 1897);
- Эволюция личностная и наследственная: теория количественных изменений (Evolution individuelle et hérédité : théorie de la variation quantitative, 1898);
- Ламаркизм и дарвинизм (Lamarckiens et darwiniens, 1899);
- Трактат о биологии (Traité de biologie, 1903);
- Пределы познаваемого (Les limites du connaissable, 1903)
- Естественные законы (Les lois naturelles, 1904);
- Атеизм (L’athéisme, 1906);
- От человека к науке (De l’homme à la science, 1907);
- Кризис трансформизма (La crise du transformisme, 1909);
- Элементы философии биологии (Elements de philosophie biologique, 1911);
- Эгоизм, единственная основа всякого общества (L'égoisme, seule base de toute société, 1911)
- Против метафизики (Contre la métaphysique, 1912)
- Проблема смерти и универсальное познание (Le problème de la mort et la connaissance universelle, 1917).

### Монографии изданные на русском языке
- Ле-Дантек Ф. А. Живое вещество = (La matière vivante) / Ф. Ле-Дантек; С двумя доп. его ст. «Жизнь и смерть» и предисл. проф. А. Жиара; Пер. с фр. В. К. Агафонова. — М. : маг. «Книжное дело», 1898. — 220 с.
- Ле-Дантек Ф. А. Индивидуальная эволюция, наследственность и неодарвинисты / Ф. Ле-Дантек; Пер. с фр. под ред. В. Н. Линда. — М.: маг. «Книжное дело», 1899. — XVI, 303 с.
- Ле-Дантек Ф. А. Ламаркизм и дарвинизм : Обзор некоторых теорий образования видов / Ф. Ле-Дантек, доц. общ. эмбриологии в Сорбонне; Пер. с франц. Г. А. Котляра под ред. Н. Н. Яковлева, проф. СПб. Горн. ин-та. — СПб: О. Н. Попова, 1900. — [2], II, 207 с.; 18. — (Образовательная библиотека. Сер. 3; № 10).
- Ле-Дантек Ф. А. Что такое наука и её методы? : Философ. беседы / Ф. Ле-Дантек; Пер. с фр. Н. Г.; Под ред. В. В. Битнера. —СПб : Вестн. знания (В. В. Битнера), 1908. — 72 с. : ил. — (Библиотека для саморазвития).
- Ле-Дантек Ф. А. Основные начала биологии / Феликс Ле-Дантек; Пер. с 2-го фр. изд. Э. Стиглис, под ред. В. А. Базарова. — СПб.: Знание, 1910. — VIII, 171 с.
- Ле-Дантек Ф. А. Познание и сознание : Философия XX века / Феликс Ле-Дантек; Пер. с фр. В. А. Базарова. — СПб.: Н. П. Карбасников, 1911. — VI, 234 с.
- Ле-Дантек Ф. А. Хаос и мировая гармония / Феликс Ле-Дантек, проф. общ. биологии в Сорбонне; Пер. с фр. В. Кривской. — 2-е изд. — М. : Звезда, [1912?]. — 144 с. — (Наука, искусство, литература; № 7).
- Ле-Дантек Ф. Атеизм. / Пер. с фр. Прим. и вступ ст. А. Л. Рубинштейна, пред. В. С. Рожицына. — М.:Безбожник,1930.
- Ле-Дантек Ф. А. Познание и сознание: Философия XX века. / Пер. с фр. — 2-е изд. — М.: Эдиториал УРСС, 2010. — 240 с. ISBN 978-5-397-01020-7 — (Из наследия мировой философской мысли: теория познания)